# Amiot AAC.1 Toucan
L'Amiot AAC.1 Toucan fu un aereo da trasporto trimotore monoplano ad ala bassa, prodotto su licenza dall'azienda aeronautica francese Ateliers Aéronautiques de Colombes (AAC) tra i tardi anni quaranta e anni cinquanta.
Essenzialmente identico allo Junkers Ju 52/3m, venne realizzato in 415 esemplari che commercializzati con tale sigla della fine della seconda guerra mondiale vennero acquisiti sia dal mercato nazionale dell'aviazione civile, impiegati come aerei di linea, che militare, come aerei da trasporto tattico e truppe aviotrasportate, utilizzati durante le guerre d'Indocina e d'Algeria.

## Storia del progetto
Durante l'occupazione tedesca della Francia, essendo in difficoltà economiche Félix Amiot, proprietario della Société d'Emboutissage et de Constructions Mécaniques (SECM), riuscì ad ottenere una licenza dalla tedesca Junkers Flugzeug und Motorenwerke per produrre localmente lo Junkers Ju 52/3m i cui esemplari erano destinati ad equipaggiare reparti della Luftwaffe.
Al termine del conflitto, la necessità di ricostituire velocemente un'adeguata flotta aerea per le forze armate francesi unita a quella di risollevare economicamente il paese, consigliò al governo di emettere ordini di fornitura consentendo alle aziende nazionali di sottoscrivere contratti per modelli di concezione tedesca.
Chiusa formalmente la SECM nel 1945, il governo decise di fondare l'Ateliers Aéronautiques de Colombes (AAC) con fondi statali, basata negli stessi stabilimenti di Colombes, avviando nuovamente la produzione del modello da allora indicato come AAC.1 Toucan.

## Esemplari attualmente esistenti

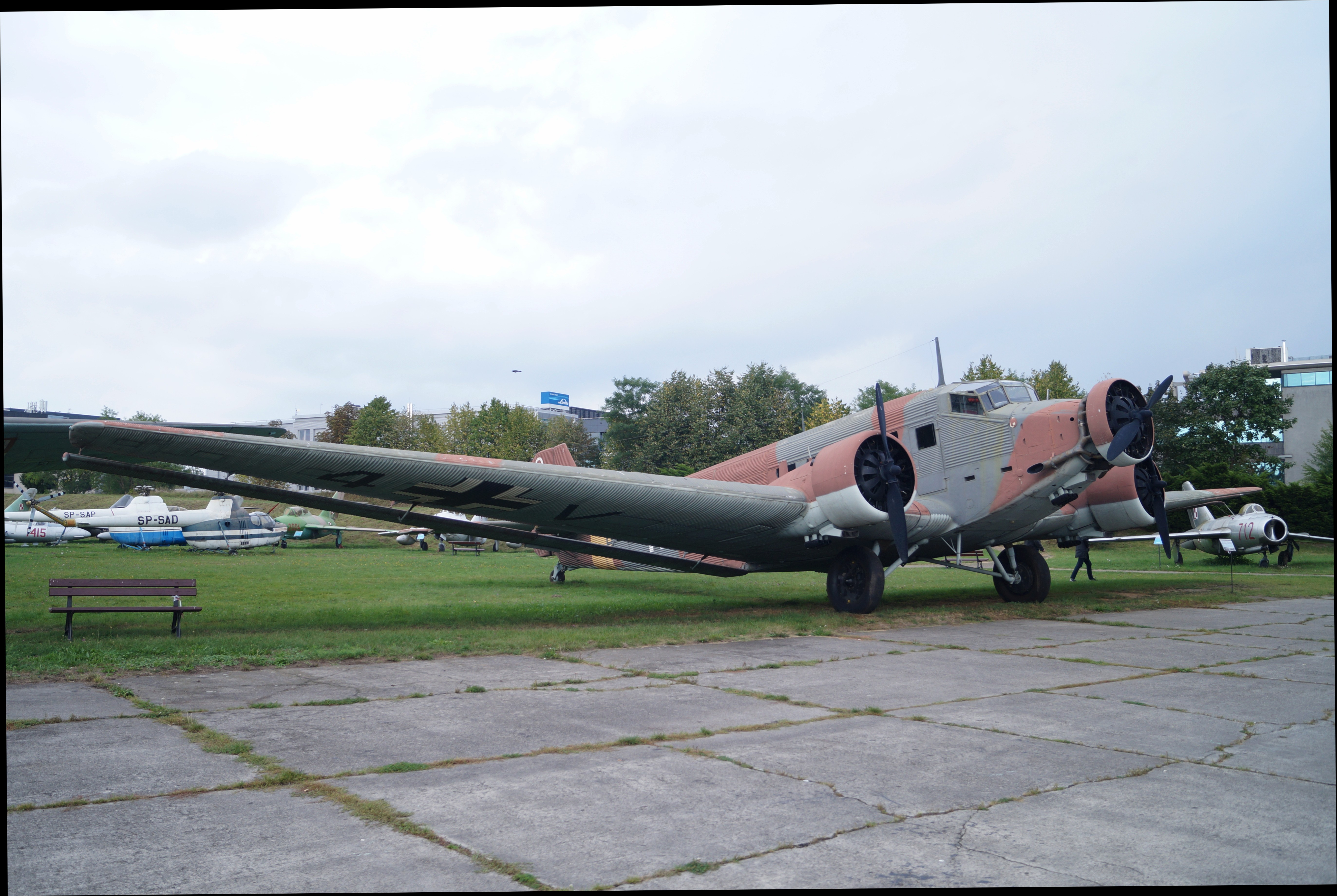
L'AAC.1 Toucan esposto in livrea Luftwaffe al Museo dell'aviazione polacca di Cracovia.

Tra gli esemplari esposti in mostra statica in musei aeronautici mondiali si citano:
- Museo dell'aeronautica di Belgrado.
- Museo dell'aviazione polacca di Cracovia; l'esemplare, costruito nel 1946, rimase in servizio nell'Armée de l'air fino al 1960 quindi ceduto al Portogallo, dove operò fino al 1971. Acquisito dall'Imperial War Museum di Duxford nel 1972, venne ridipinto in livrea Luftwaffe con marche militari 4V+GH del 1/KGrzbV 9, reparto da trasporto che operò sul fronte orientale nel 1942. Venne in seguito donato al museo polacco che lo espone ancora in livrea tedesca dal maggio 2013.[1]

## Utilizzatori

### Civili
Francia
- Air France
- Société Transatlantique Aérienne (STA)
- Transports Aériens Intercontinentaux (TAI)

 Indocina francese
- Comptoirs Saigonnais de Ravitaillements (COSARA)

 Libano
- Compagnie Générale de Transports (CGT)

### Militari
Francia
- Armée de l'air
- Aéronautique navale

 Jugoslavia
- Jugoslovensko ratno vazduhoplovstvo i protivvazdušna odbrana

operò con quattro esemplari che affiancarono i tre ex Luftwaffe catturati prima della fine della guerra.
 Portogallo
- Força Aérea Portuguesa

operò con 16 esemplari ex forze armate francesi nei territori coloniali fino agli anni sessanta.